# 坎波村
坎波村（西班牙語：Villar del Campo）是西班牙卡斯蒂利亚-莱昂索里亚省的一个市镇。总面积25平方公里，总人口36人（2001年），人口密度1人/平方公里。